# Irving Asher
Pour les articles homonymes, voir Asher (homonymie).
Irving Asher est un producteur américain né le 16 septembre 1903 à San Francisco et mort le 17 mars 1985 à Indio en Californie. Il a travaillé durant les années 1930 pour la Warner Bros. Pictures, en Angleterre. Cependant, il rentrera par la suite en Amérique pour travailler chez Metro-Goldwyn-Mayer. C'est ainsi qu'il sera nommé aux Oscars en 1941 pour Blossoms in the Dust.
Mais, peu après, il quittera ce studio pour la filiale télévision de la Twentieth Century Fox.